# Albertinaplein
Het Albertinaplein (Frans: Place de l'Albertine) is een plein in de Belgische hoofdstad Brussel. Het ligt in de Vijfhoek, de historische binnenstad, en is gelegen aan de voet van de Kunstberg. Het vormt de kruising van de Keizerslaan, de Sint-Jansstraat, de Magdalenasteenweg, de Keizerinlaan en het Kantersteen.

## Beschrijving
Het plein is halfcirkelvormig en ontstond in 1959 samen met het noordelijker gelegen Europakruispunt bij de aanleg van de Noord-Zuidverbinding. Het plein dankt zijn naam aan de Koninklijke Bibliotheek, ook wel Albertina genoemd.
Op het plein staat een standbeeld van koningin Elisabeth door René Cliquet. Het beeld wordt geflankeerd door bas-reliëfs en fonteinen en werd onthuld in 1980. Het beeld staat tegenover een ruiterstandbeeld van koning Albert I door Alfred Courtens aan de voet van de tuin van de Kunstberg en ingehuldigd in 1951.

## Galerij

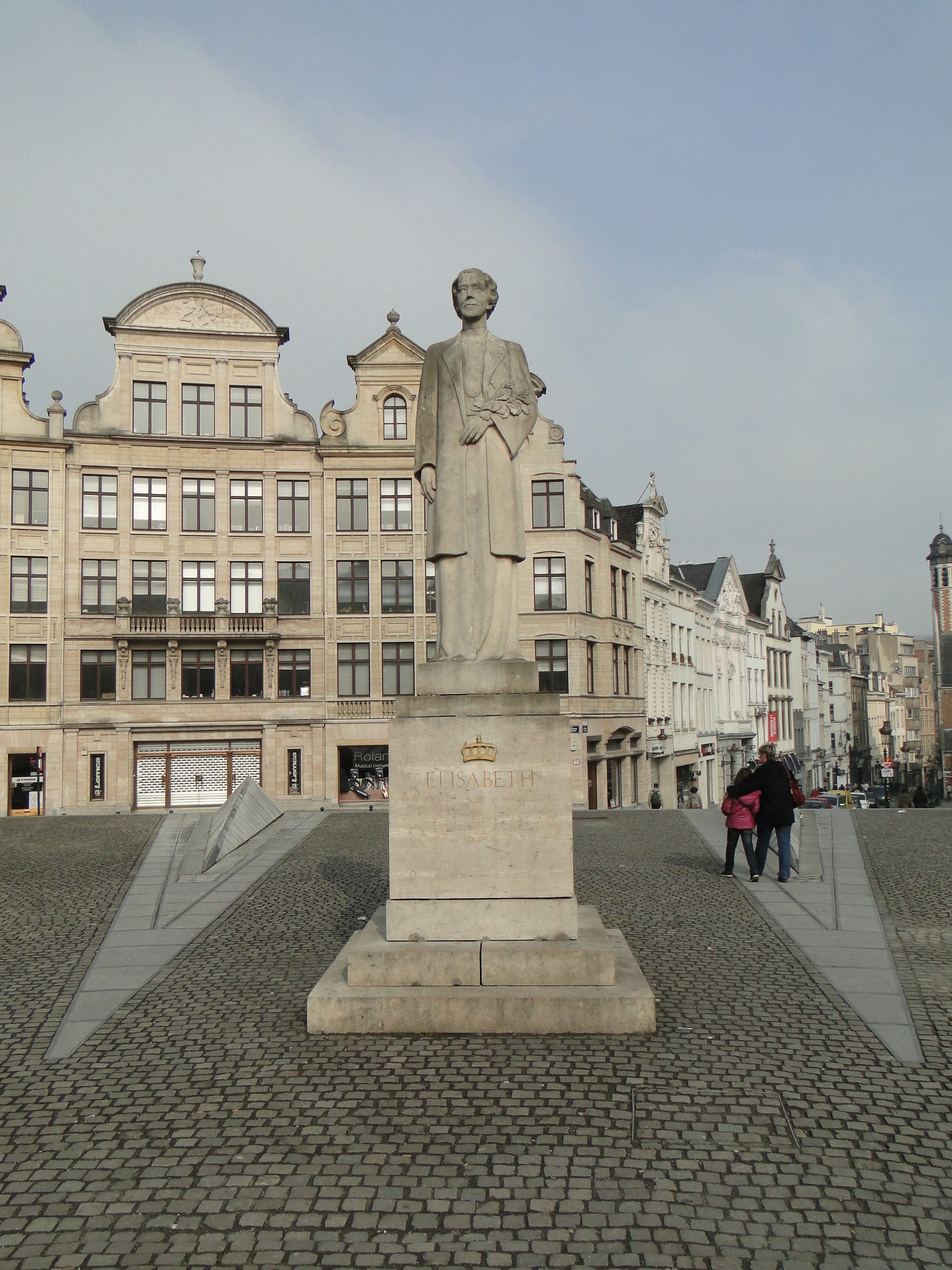
Het standbeeld van koningin Elisabeth
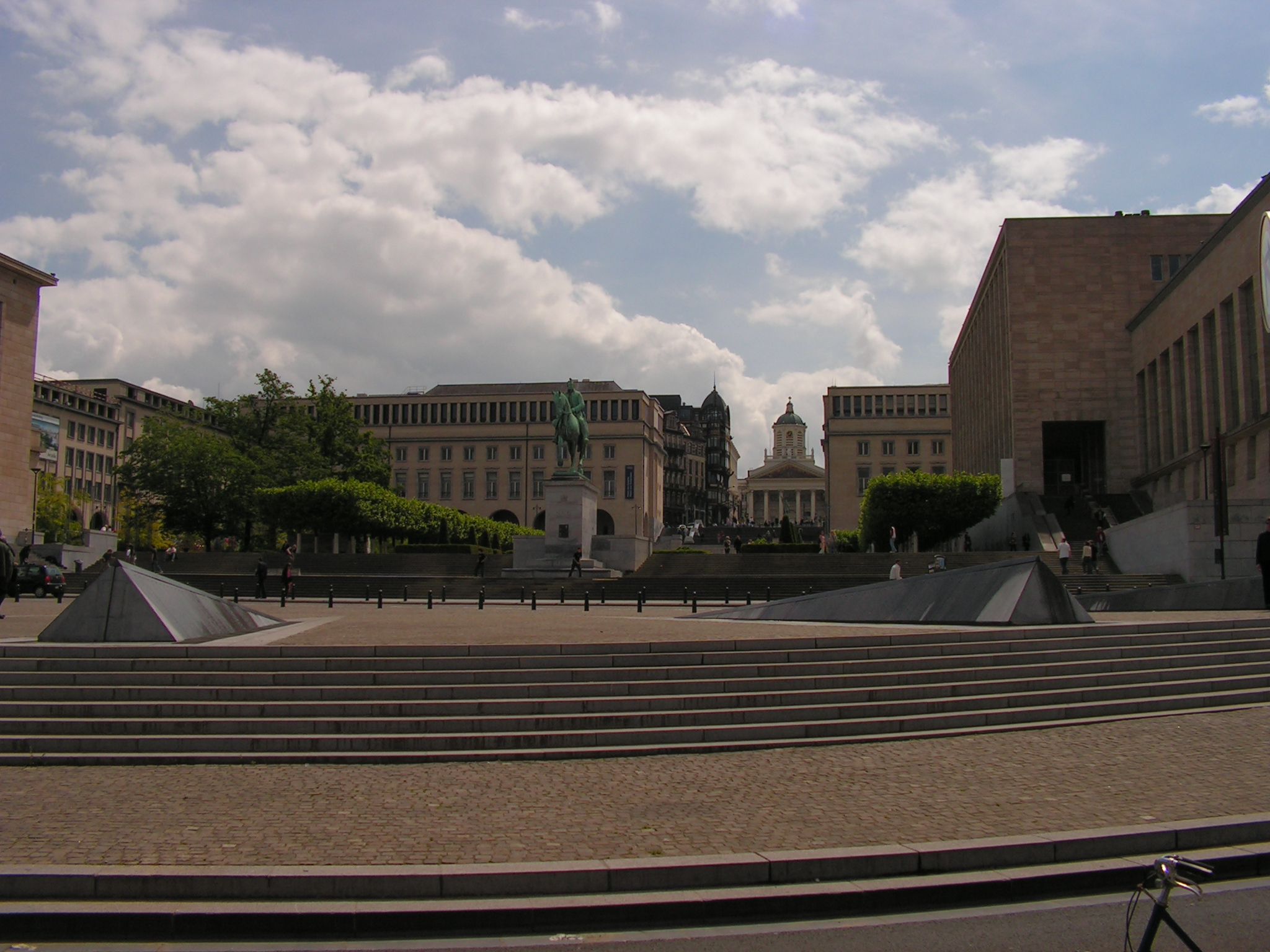
Het Albertinaplein met zicht op de Kunstberg en de Koudenberg